# Personal Digital Assistant

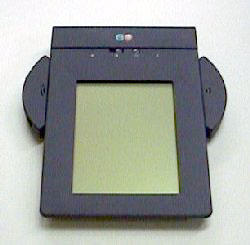
EO Personal Communicator (440), AT&T, ős-PDA 1993-ból

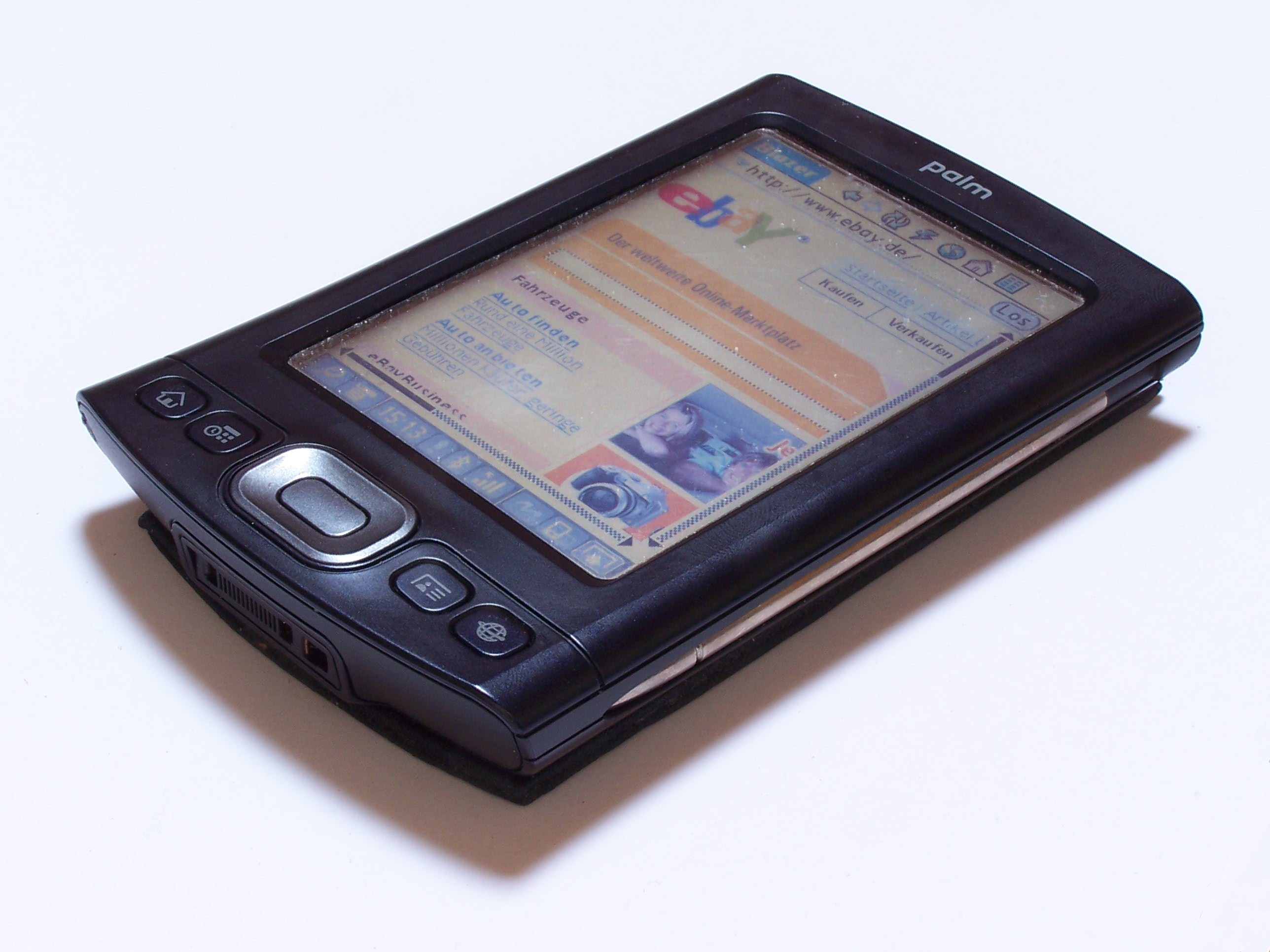
Modern PDA: Palm TX, 2005

A PDA az angol personal digital assistant rövidítése, magyarul személyes digitális asszisztens, – másként kéziszámítógép vagy zsebszámítógép – egy kisméretű mobil eszköz, zsebben hordozható számítógép, adatgyűjtésre, adatok tárolására és egyszerűbb feldolgozására szolgál. A PDA nem ugyanaz, mint az egykori „manager-kalkulátorok”, azoknál nagyobb tudású eszköz, általában alkalmazásokkal bővíthető és frissíthető firmware-rel vagy operációs rendszerrel rendelkezik.
A PDA-kat emlegetik még palmtop-ként is, ami tenyérszámítógépet jelent, és néha Pocket PC néven, azonban ez a Microsoft eszközspecifikációja Windows CE operációs rendszert használó gépekhez (PDA-khoz).
Manapság szinte teljesen kiváltotta a személyes használatú okostelefon. Különböző adatgyűjtő és más célorientált alkalmazásokban még ma is használatos technika. A sokféle PDA-n általában megtalálhatóak a személyes előjegyzési naptár, címjegyzék, számológép, óra, jegyzettömb, internetböngésző alkalmazások és játékok is. Az újabb modellek színes képernyővel, audió-videó lejátszóval, hálózati és/vagy telefonos kapcsolattal is rendelkeznek, így webböngészőként, médialejátszóként vagy akár telefonként is használhatók. A legtöbb modern PDA Wi-Fi kapcsolattal csatlakozik a belső vagy külső hálózatokhoz, internethez. A gépek többsége érintőképernyőt használ.
A „PDA” kifejezés először 1992. január 7-én hangzott el a Las Vegas-i Consumer Electronics Show-n; John Sculley, az Apple akkori vezérigazgatója a show-n elhangzott megnyitóbeszédében bejelentette a Newton platformot. Még ugyanebben az évben elkezdődött egy Newton-alapú eszköz fejlesztése, ennek eredményeképpen végül elkészült az Apple MessagePad, ami 1993 augusztusában került a piacra. Az Apple MessagePad elsősége vitatható, ugyanis az EO Personal Communicator már 1993 áprilisában megjelent.
1996 márciusában jelentkezett a Palm Inc. az első valóban sikeres kéziszámítógép-modelljével, a Palm Pilot 1000 modellel.
Ugyanebben az évben a Nokia bemutatta az első PDA-képességekkel bíró mobiltelefonját, a Nokia 9000 Communicator modellt, ami később a világon a legtöbb példányban eladott PDA-vá nőtte ki magát és elindította a smartphone / okostelefon termékvonalat. Manapság a PDA-k túlnyomó többsége okostelefon: évente 150 millió eladott smartphone mellett 3 millió ‘közönséges’ PDA-t adnak el. Tipikus okostelefonok pl. RIM BlackBerry, az Apple iPhone, a Motorola, a Nokia N széria és a HTC.

## Története
A PDA kifejezés ugyan 1992-ben hangzott el először, de a PDA-k története korábban kezdődik, egyszerűbb eszközökkel, amelyek magukban hordozzák a különböző meghatározó elemeket. A hordozható számítógépek elve már 1968-ban felmerült: Alan Kay, a Xerox PARC kutatója ekkor dolgozta ki a Dynabook koncepciót, ennek megvalósításai gyakorlatilag a mostani táblagépek. A PDA kialakulásához vezető főbb események a következők:

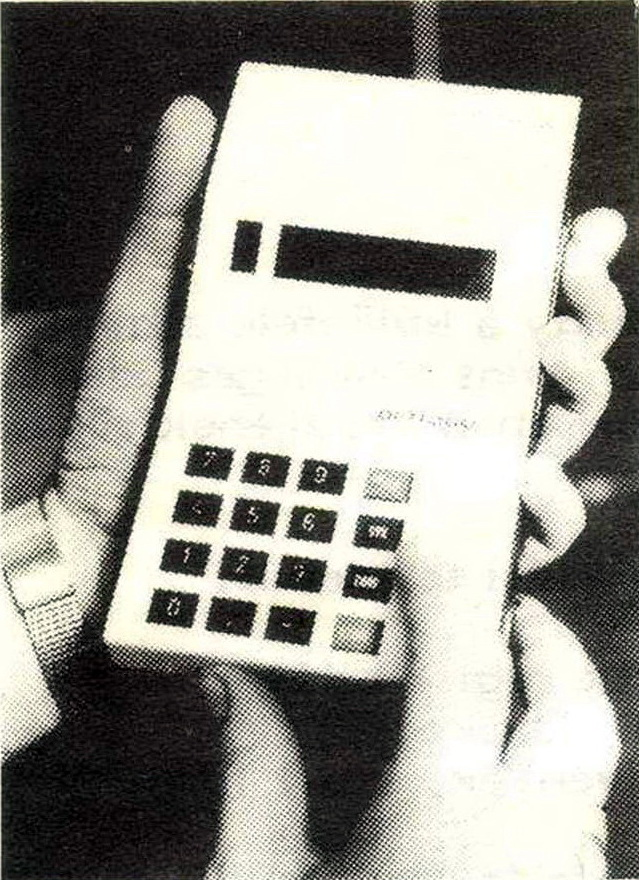
Magyar gyártmányú MOBI-X adatrögzítő, 1981-ből

1981 – Elkészül és szabadalmi oltalmat kap az első[vitatott] kézi számítógép Magyarországon, a MOBI-X. Tervezői és készítői Dr. Gyarmati Péter és Pék József villamosmérnökök. A gépet az Óbudai MGTSZ elektromos laboratóriuma gyártotta és a DATAKOORD forgalmazta. Adatgyűjtési célokra alkalmazták mezőgazdasági szövetkezetek és a MÁV. Továbbfejlesztett változata, a MOBI-85 a közmű vállalatok számlázási, mérő leolvasási munkáját segítette. Jellemzői: Intel vezérlő processzor, adatrögzítő billentyűzet, 32 KiB memória, amely egy része 8 KiB-os egységben cserélhető, cross-assemblerrel a host gépről – Commodore 64, később PC-XT – programozható, soros adatátvitel. Egy példánya a forgalmazó egyik munkatársa révén a PSION céghez került 1982-ben, még a szabadalmi oltalom előtt.[forrás?][vitatott] Egyik első példánya, a cserélhető adattárral megtalálható a szegedi Informatikai Állandó Kiállításon. A gép funkciója szerint adatrögzítő, amely néhány jellemzőjében közelít a PDA kategóriához, de inkább a programozható kalkulátorokhoz áll közelebb. A korabeli gazdasági helyzetben nem terjedt el, csak szűk körben ismert és szinte észrevétlen konstrukció.
1982–1983-ban készül néhány programozható – főként BASIC nyelven – programozható számológép: Panasonic / Quasar HHC, Casio PF-3000  Ebben a modellben a számológép mellett volt napló, telefonkönyv, határidőnapló és jegyzettároló funkció. Az eszköznek LCD kijelzője és alap 961 byte belső memóriája volt, a memóriát 2 KiB-ig lehetett bővíteni. A későbbi modellekben megjelent a japán kanji karakterek támogatása és a szinkronizálási lehetőség.
1984-ben került forgalomba a Psion Organiser I modellje. Jellemzői: 8 bites Hitachi HD 6301X processzor, órajele 0,92 MHz, egysoros alfanumerikus LCD kijelző, memória: 2 KiB RAM, 4 KiB ROM az alkalmazásoknak és 8 KiB és 16 KiB kapacitású külső írható memória bővítő (DATAPAK), 36 gombos billentyűzet, mérete: 14×9 cm.
Bővítés nélkül számológép és óra alkalmazásokat lehetett indítani, de különböző bővítőkkel sok egyéb (pl. üzleti, tudományos stb.) alkalmazást is lehetett rajta használni, programozható volt (POPL programnyelven), külön bővítővel képes volt soros porton kommunikálni.
1984-ben megjelenik a Psion Organiser II; ebben az eszközben 2-soros LCD kijelző, javított billentyűzet, nagyobb ROM és RAM van.
1986-ban elkészül a PREFIX-2000, amely a MOBI gépek továbbfejlesztése elsősorban a BMW és a VW cégek igényeinek megfelelően. A szabadalom E. Blasits és P. Gyarmati nevéhez fűződik és az akkori Nyugat-Németországban gyártotta a Székessy GmBH. Ez a gép alkalmas volt szabványos mérőkészülékek csatlakoztatására és onnan adat beolvasásra, valamint vonalkódok leolvasására is. Emiatt – többek között – meteorológiai állomások is alkalmazták. Egy-egy példánya BMW-nél és a szegedi informatikai múzeumban látható.
1987 – Casio IF-8000, az első érintőképernyővel rendelkező „digitális napló” ill. üzleti kalkulátor. Szintén rendelkezett a modern PDA-k több vonásával, így volt benne telefonkönyv, előjegyzési naptár és egyéb adattároló alkalmazások, különböző kalkulátorok
és BASIC nyelvű programozhatóság.
1991 – a Hewlett-Packard bemutatja a HP 95LX jelű zsebszámítógépét: ez egy MS-DOS operációs rendszert futtató NEC V20 CPU-val és többsoros (16x40 karakteres) LCD képernyővel szerelt gép, ROM-jában Lotus 1-2-3 táblázatkezelő, kalkulátor, előjegyzési napló, kommunikációs és szövegszerkesztő programokkal. 1991 szeptemberében a Psion is jelentkezik egy hasonló eszközzel: elindítja a Psion Series 3 sorozatot. Ezekben a gépekben SIBO operációs rendszer, NEC V30H processzor és 480×160 pixeles monokróm LCD képernyő van.

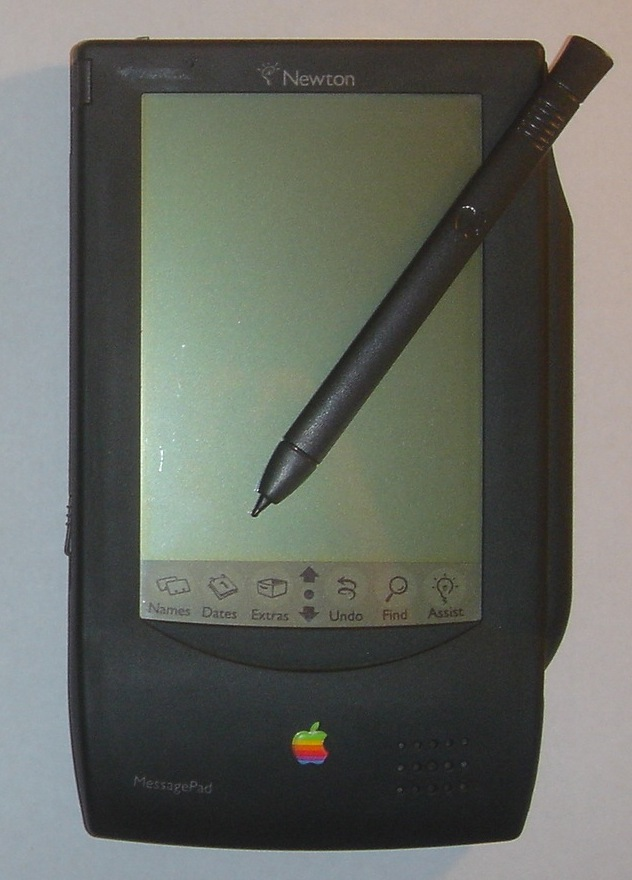
MessagePad 100, Apple

1992 – megszületik a PDA kifejezés, az Apple bejelenti a Newton platformot. Megalakul a Palm, Inc.
1993. április: megjelennek a később az AT&T által felvásárolt GO/Eo cégek EO Personal Communicator modelljei.
1993. augusztus 3-án: megjelenik az Apple Newton platform első modellje: Newton MessagePad (H1000). Ebben Newton OS működött ARM 610 processzor fölött, 336×240 pixeles zöld-fekete LCD érintőképernyője volt, amin virtuális QWERTY billentyűzeten vagy kézírásfelismerőn keresztül lehetett adatokat bevinni.
1993 – Casio: Zoomer PDA (Tandy Z-PDA, Casio Z-7000).
1996 – a Palm első PDA-i: májusban a Palm Pilot 1000 és a Pilot 5000.
Ez a felsorolás csak a PDA-k fejlődésének jelentősebb mérföldköveit sorolta fel. A fejlődés a mai napig tart, az újabb eszközök adatai megtalálhatók pl. a pdadb.net adatbázisában.

## Jellemzők
- PDA-k beviteli eszköze korábban billentyűzet, vonalkód és más szabványos csatlakoztatás volt. Az újabbaknál az érintőképernyő jellemző beviteli eszköz.
- Memóriakártya-bővítőhely (opcionális, korábban egyedi kártyatípusokkal, később szabványos CF, SD kártyákkal)
- Vezetékes (soros, USB) és/vagy vezeték nélküli (pl. IrDA, Bluetooth vagy WiFi) csatlakozási lehetőség
- Szinkronizálási lehetőség számítógéppel.

Operációs rendszerük általában lehetővé teszi további szoftverek telepítését is. A szoftverek között általában van előjegyzési naptár, szervező, címjegyzék és jegyzettömb, ezek a PDA ROM-jába égetve, az operációs rendszer részét képezik (PIM alkalmazások).
A hálózatokhoz vagy gazdagéphez csatlakozó PDA-kon van e-mail és web támogatás is.

### Hardver

#### Processzor
Az idők során számos különböző processzortípus került alkalmazásra, de mindig fontos szempont volt az alacsony energiafogyasztás, gyakoriak az ARM, processzorok.
Néhány processzortípus és az azokat tartalmazó jellemző eszközök felsorolása:
- Texas Instruments OMAP processzorcsalád: az OMAP processzorok is ARM magot tartalmaznak, videó és jelfeldolgozó processzorokkal bővítve. Nokia (Nokia 9000, Nokia 9500) és Palm (Palm Pre) eszközökben találhatók.
- Intel StrongARM: 32 bites Intel-féle ARMv4 implementáció. Apple Newton MessagePad 2000 és 2100 eszközökbe kerültek beépítésre.
- Intel XScale processzorok: ez az Intel saját ARM implementációja, az XScale processzorok ARMv5 architektúrára épülnek. Ilyen processzort tartalmazó eszközök: Palm TX, Palm LifeDrive, Palm Tungsten és Zire sorozatok, Sony Clie NX és NZ sorozatok, Asus MyPal család stb.
- Intel kontrol-processzor család, 80xx, a 8 bites gépeken.
- Motorola / Freescale Semiconductor Dragonball processzor: a 68000-es magra épülő mikrokontroller, speciálisan kézi eszközök igényeihez kialakítva. Órajelek: 16,67 MHz, 33,16 MHz, 66,32 MHz. Palm OS eszközökbe kerültek, pl. Sony CLIE PEG, Handspring Treo, Palm m515, Palm Tungsten W.
- Hitachi SH3 és SH4: a Hitachi 32 bites RISC processzorcsaládja. Hewlett-Packard Jornada, Casio Cassiopeia típusú modellekben.

#### Érintőképernyő

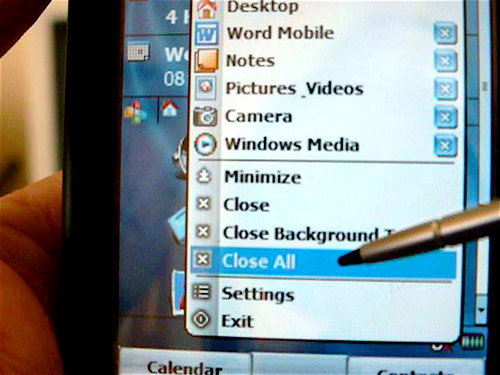
Érintőképernyő használata stílussal

Már a kezdeti PDA-k, mint pl. Apple Newton és Palm Pilot, egyik jellemzője volt az érintőképernyő.
Az érintőképernyő egymagában adatmegjelenítő és adatbeviteli eszköz is, emiatt a készülékeken csak igen kevés kezelőgomb található, a leggyakrabban használt programok indítására. Az érintőképernyős PDA-k, a Windows Mobile eszközöket is beleértve, általában rendelkeznek érintőpálcikával (stílussal, ceruzával).

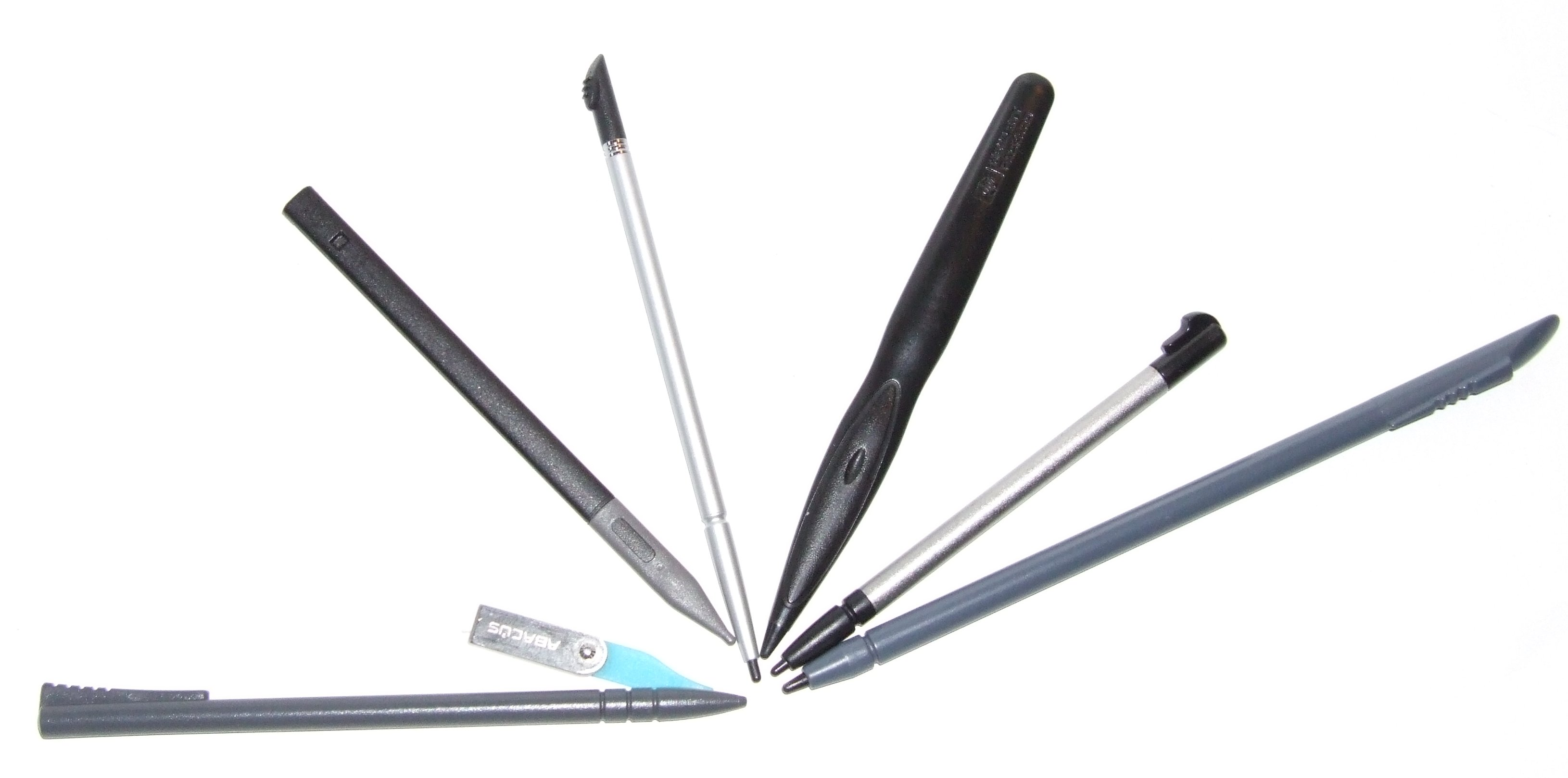
Stílusok avagy ceruzák

A stílus általában a készülék oldalán kialakított nyílásába rejthető tollszerű eszköz, a képernyőn való kijelölésre és írásra szolgál, és úgy van kialakítva, hogy ne karcolja össze a képernyő felületét.
Szövegbevitel az alábbi négy módon lehetséges:
- virtuális billentyűzet segítségével: ekkor a billentyűzet képe megjelenik az érintőképernyőn, és a betűk megérintésével lehet a szöveget beírni,
- külső billentyűzeten, amely USB-n, infravörös porton vagy Bluetooth adapteren kapcsolódik a géphez,
- kézírás-felismerő szoftver segítségével: ebben az esetben szavakat és betűket írnak a képernyőre és azt a szoftver alakítja át karakterekké és illeszti be az éppen aktív beviteli mezőbe. A kézírás-felismerés pontossága a fejlesztések ellenére még nem tökéletes.
- egyszerűsített karakterfelismerő használatával (ilyen pl. a Palm Graffiti szoftvere): a betűk egyszerűsített formáihoz egy előre meghatározott, könnyen megjegyezhető vonalkészlet tartozik; karakterek beviteléhez a felhasználónak a megfelelő ábrát kell berajzolni egy elkülönített beviteli mezőbe, amit a szoftver felismer.

Fejlett PDA-kon, mint pl. Blackberry v. Palm Treo, teljes billentyűzet és görgetőkerék (...gömb) található a szövegbevitel és a navigáció céljaira, az érintőképernyős beviteli módok mellett. Léteznek még összehajtható billentyűzetek, amelyek vezetékkel vagy anélkül csatlakoztathatóak az eszközökhöz; ezek normál gépírást tesznek lehetővé.
A PDA-k érintőképernyőihez két alapvető technológia használatos. Az egyik a rezisztív technológia, ami viszonylag pontos bevitelt tesz lehetővé, így használható a stílus, de erősebb nyomásra van szükség, ujjheggyel való érintésekre nem reagál annyira érzékenyen. Nemrégiben jelentek meg a másik, a kapacitív technológiát használó készülékek. A kapacitív érintőképernyő nagyon gyenge érintésekre is reagál, nem szükséges nyomás a képernyőn, és főleg ujjheggyel való műveletekre való, azonban ezeken nem lehet ún. passzív stílust használni.
Az Apple iPhone, iPod Touch, Palm Pre és a HTC HD2 PDA-kban kapacitív érintőképernyő található, ami lehetővé teszi ezeken a készülékeken a multitouch azaz többszörös érintésre érzékeny technika használatát.

#### Memória
A PDA-k számítógépek, kis méretük miatt csak szilárdtest memóriát használnak hozzá. Az állandó részek ROM-ba, a változók RAM-ba kerülnek. Néhány modell rendelkezik cserélhető adattárral is, részben a szűkös kapacitás bővítése, részben az adatcsere és megőrzés céljából. Az első MOBI gépek cserélhető adattára szabadalmazásra is került és elterjedt használata a PDA-kon kivül is. Közismert volt a Misubishi által forgalmazott Personal IC Memory Card, vagy a font cartridge.nyomtatókhoz, tulajdonképpen a pendrive ősének tekinthető.
A beépített memória mérete rohamosan növekszik, erre néhány példa:
- 1981, MOBI-X 8k ROM, 24k RAM+cserélhető (8k egységekben),
- 1986, PREFIX-2000 32k ROM, 64k RAM+cserélhető,
- 1994, Apple MessagePad: 4MB ROM, 640kB RAM;
- 2002, Palm m515: 16 MB RAM + 4 MB flash ROM;
- 2008, HP iPaq 214: 128 MB RAM (SDRAM) és 256 MB flash ROM;
- 2008, Apple iPod Touch: 8, 16, 32 vagy 64 GB.

#### Memóriabővítés
A modern PDA-kban a külső, cserélhető memóriakártyák kínálják a legegyszerűbb és legolcsóbb módszert a memória kiterjesztésére.
A legnépszerűbb memóriakártya típusok: Memory Stick (pl. Sony CLIÉ modellekben), Compact Flash (CF), MMC és Secure Digital (SD).
Van olyan eszköz, amely egyszerre többfajta bővítővel rendelkezik, ilyen pl. a HP iPaq 214, amelyben CF és SD bővítőhely is van.
Az okostelefonok újabban micro-SD kártyával bővíthetők.

#### Vezetékes csatlakozás
A PDA-kat kezdetben soros porton, újabb modellek esetén (mini-)USB porton lehet gazdagéphez vagy egyéb eszközhöz csatlakoztatni.

#### Vezeték nélküli csatlakozás
Az eszközök csatlakoztatási lehetőségei: IrDa, Bluetooth, WiFi

### Szoftver

#### Operációs rendszerek
A mobil eszközök viszonylag kevés operációs rendszeren osztoznak. Ezeken az eszközökön a hardver sokkal szorosabb kapcsolatban van az operációs rendszerrel, mint ahogy az az asztali gépek ill. személyi számítógépek körében megfigyelhető.
A főbb PDA operációs rendszerek a következők:
| OS neve              | alias                                                                        | gyártó / fejlesztő                               | részesedés 2009 | részesedés 2012 | részesedés 2014 | részesedés 2016 | részesedés 2018 | részesedés 2020 |
| MOBI-OS              |                                                                              | DATAKOORD                                        |                 |                 |                 |                 |                 |                 |
| -------------------- | ---------------------------------------------------------------------------- | ------------------------------------------------ | --------------- | --------------- | --------------- | --------------- | --------------- | --------------- |
| Windows Mobile       | Pocket PC Windows CE                                                         | Microsoft                                        | 8,8%            | 0,92%           | 2,35%           | 1,77%           | 0,46%           | 0,06%           |
| Palm OS              | Garnet OS                                                                    | Palm Inc.                                        | 1,5%            | N/A             | N/A             | N/A             | N/A             | N/A             |
| BlackBerry OS        |                                                                              | Research In Motion (RIM)                         | 21%             | 5,25%           | 1,9%            | 0,76%           | 0,1%            | 0,01%           |
| Symbian OS           |                                                                              | Symbian Foundation (korábban Symbian Ltd.)       | 46%             | 19,26%          | 2,82%           | 0,52%           | 0,1%            | 0,02%           |
| GNU/Linux változatok | ACCESS Linux, Familiar, Ångström distribution, LiMo, Maemo, Openmoko, stb... | sokan mások                                      | 1,5%            | 0,11%           | 0,45%           | 0,37%           | 0,06%           | 0,02%           |
| iPhone OS/iOS        | OS X vagy OS X iPhone                                                        | Apple Inc.                                       | 18%             | 24,09%          | 23,88%          | 19,32%          | 20,58%          | 26,25%          |
| Android              |                                                                              | Android Inc., Google Inc., Open Handset Alliance | 3,5%            | 26,94%          | 53%             | 69%             | 75,46%          | 73,1%           |

- a Palm OS és a GNU/Linux együttesen 3%, a pontos szám nem ismert.

Ld. még: okostelefonok operációs rendszerei

## Felhasználása

### Fogyatékkal élők PDA-használata
A vakok esetén:
A vakok egy, a Freedom Scientific által kifejlesztett, PAC Mate névre keresztelt PDA-t tudnak használni, amely Magyarországon csak querty formában-, míg Amerikában Braille-billentyűzetes változatban is elérhető. A PAC Mate-ekhez külön Braille-kijelző vehető, vagy egyben is meg lehet vásárolni egy PAC Mate-et, Braille-kijelzővel. Amikor utólag-, azaz külön veszi meg a vásárló a Braille-kijelzőt a vakos PDA-jahoz, akkor a Braille-kijelzőt biztonságosan le lehet választani a PAC Mate-ről. A Braille-kijelzők mérete 20-, vagy 40 cellás lehet. A PAC Mate-tel kompatibilis a Jaws For Windows képernyőolvasó, amellyel ez, a vakoknak készült PDA használható.
A Freedom Scientific ezenkívül jópár, PAC Mate-re írt, látássérültek részére készült alkalmazást gyártott a PDA-jahoz.

## Ismertebb modellek
PAC Mate-ek esetén:
PAC Mate QX400 ez a querty billentyűs változat), PAC Mate QX440 (ebben a változatban 20 Braille-cella áll rendelkezésre), PAC Mate QX420 (ez a termék pedig 40 Braille-cellával rendelkezik), PAC Mate Omni 6 QX, PAC Mate Omni 6 BX, PAC Mate BX400
Megjegyzés: Az XB és a BX jelzők billentyűzettípusokat jelölnek a PAC Mate termékcsaládon belül, mintahogy ez a fentebbi felsorolásban is látható volt.
Az XB a Querty-, míg a BX a Braille-billentyűzetes változatot jelöli.
Utóbbiból 20-, és 40 cellásat adtak ki és forgalmaznak.

## Külső hivatkozások
- http://cdecas.free.fr/computers/pocket/museum.php – Caz zsebszámítógép-múzeuma